# Selenographia sive Lunae Descriptio

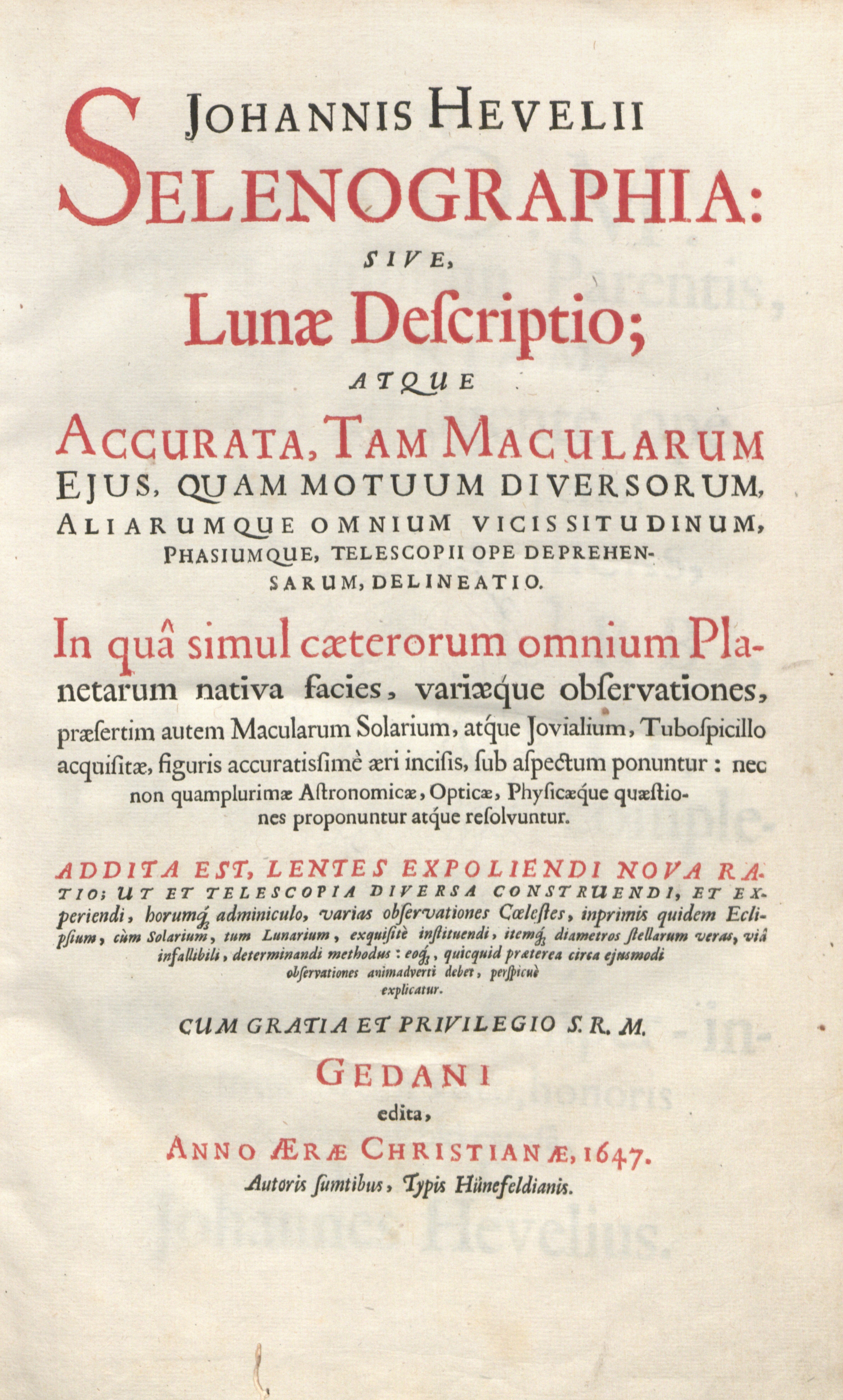
Titelseite des Buchs

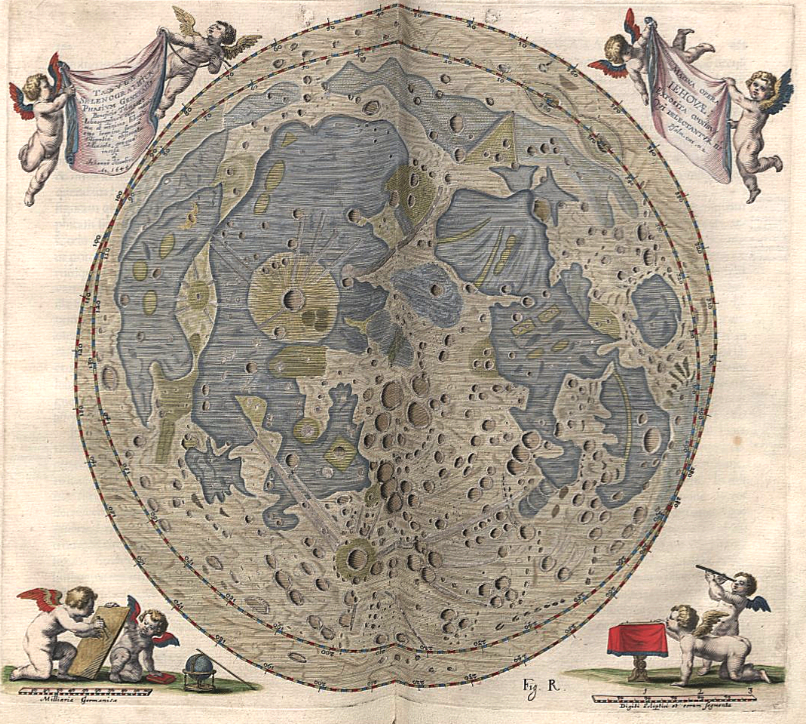
Mondkarte von Johannes Hevelius

Selenographia sive Lunae Descriptio (Latein, Selenographie oder die Beschreibung des Mondes) ist ein Werk von Johannes Hevelius, das im Jahr 1647 in der Offizin Hünfeld, Danzig, veröffentlicht wurde.

## Inhalt
Die Selenographia beinhaltet eine sehr genaue Kartografie des Mondes, die auf Hevelius eigenen Beobachtungen basieren. In 133 Kupferstichen sind verschiedene Ansichten des Mondes und Zeichnungen der verwendeten astronomischen Geräte abgebildet.
In dem Schriftwerk vergleicht der Autor seine eigenen Forschungsarbeiten mit denen von Galileo Galilei und zeigt gewisse Unterschiede auf. Hevelius weist auch darauf hin, dass die Qualität der Mondaufzeichnungen in Galileos Sidereus Nuncius von 1610 unzureichend ist.

## Bedeutung des Werks
Die Selenographia ist König Władysław IV. Wasa gewidmet und zusammen mit dem Werk Almagestum novum astronomiam von Giovanni Riccioli und Francesco Maria Grimaldi wurde sie für mehr als ein Jahrhundert das Standardwerk über die Lehre und Kartografie des Mondes.
Das Buch wurde wegen des Druckbildes und der verwendeten Kupferstiche in den folgenden Jahrzehnten wegweisend für die Gestaltung naturwissenschaftlicher Werke. Isaac Newton orientierte sich bei seinem Werk Philosophiae Naturalis Principia Mathematica beispielsweise an der Selenographia von Hevelius.

## Exemplare
Mehrere Exemplare des Buchs sind heute noch erhalten und befinden sich beispielsweise an folgenden Orten:
- In Deutschland in der Universitäts- und Forschungsbibliothek Erfurt/Gotha (Signatur Math 2° 00043/02, Ilf IX 2° 00859 und N 2° 00015), in der Niedersächsischen Staats- und Universitätsbibliothek Göttingen (Signatur 2 ASTR II, 3803 RARA), in der Herzog-August-Bibliothek Wolfenbüttel (Signatur 2.5 Astron. 2°),[4] in der Universitäts- und Landesbibliothek Sachsen-Anhalt in Halle (Signatur Pd 3526, 2° und Sternw. 4450, 2°), in der Universitätsbibliothek Heidelberg (Signatur 83 K 85 RES) sowie in der Sächsischen Landesbibliothek / Staats- und Universitätsbibliothek Dresden (Signatur Astron. 61, misc. 1).
- In der Bibliothèque nationale de France
- In der Bibliothek der Polska Akademia Nauk[5]
- In der Thomas Fisher Rare Book Library der University of Toronto
- In der Gunnerus Bibliothek der technisch-naturwissenschaftlichen Universität Norwegens in Trondheim
- In der Österreichischen Nationalbibliothek in Wien
- In der Memorial Library, Special Collections der University of Wisconsin–Madison